# Юджин Лайонс
Юджи́н Ла́йонс (англ. Eugene Lyons; 1 липня 1898, Ужляни — 7 січня 1985, Нью-Йорк) — американський журналіст в СРСР (1928—1934) як кореспондент агентства «United Press»; один з небагатьох західних журналістів, які передавали відносно правдиві дані про становище в СРСР в 1930-ті роки. Разом з Волтером Дюранті заперечував дані Гарета Джонса про Голодомор, хоча пізніше змінив свою позицію. Єврей.
Неодноразово зустрічався з Михайлом Булгаковим, переклав англійською п'єсу «Дні Турбіних».
Відомий своїми мемуарами «Відрядження до Утопії» (1937 рік).
Є автором виразу «homo soveticus» (в книзі «Наші секретні союзники, народи Росії»).

## Книги
Юджин Лайонс є автором книг:
- Життя і смерть Сакко і Ванцетті (1927, біографія)
- Московська карусель (1935, наукова література)
- Відрядження до Утопії (1937, наукова література)
- Терор в Росії? Два представлення (1938, наукова література, з Ептоном Синклером)
- Сталін: цар всього Russias (1940, біографія)
- Червоне Десятиліття: сталіністський злочин Америки (1941, історія)
- Наш невідомий колишній президент: портрет Герберта Хувера (1948, біографія)
- Наші секретні союзники, народи Росії (1953)
- Герберт Хувер, біографія (1964, біографія)
- Девід Сарноф: біографія (1966, біографія)
- Втрачений рай робітника, п'ятдесят років радянського комунізму: бухгалтерський баланс (1967, наукова література)